# Felsőbodok
Felsőbodok (1899-ig Nagy-Bodok, szlovákul Horné Obdokovce) község Szlovákiában, a Nyitrai kerület Nagytapolcsányi járásában.

## Fekvése
Nagytapolcsánytól 12 km-re délnyugatra fekszik, Pacola és Pusztabodok tartozik hozzá.

## Története
A község területén már a korai kőkorban is éltek emberek, de megtalálták a bronzkor és a 9–10. század embereinek nyomait is. A la théne-i kultúra időszakából égetőkemence került itt elő.
A mai falu valószínűleg a 11–12. században keletkezett. 1246-ban IV. Béla király adománylevelében terre Bodoch néven említik először. Később helyi nemesek birtokaként Bdok és Budok alakban is szerepel. 1283-ban IV. László király a pusztává lett faluba – mely akkor királyi birtok volt – a nyitrai vár szolgálónépei közül családokat telepített ide. A 16. század során a község birtokviszonyai jelentősen átalakultak, amikor akkori birtokosai – a ludányi uradalom tulajdonosai – a Berényieknek adják el. A Berényi család 1650-ben reneszánsz kastélyt építtet a faluba, amely a 19. század második feléig a falukép meghatározó épülete. A család Karancsberényi ága 1888-ban Berényi Ferenccel halt ki.
1664-ben 29 háztartásában 29 fejadófizető személyt írtak össze. Még az évtized végén Edward Brown is felkereste. 1715-ben 7 jobbágy és 4 zsellérháztartás adózott a faluban. 1753-ban a faluban 53 zsellércsalád élt. A község első pecsétje 1781-ből származik. 1787-ben 59 házában 433 lakos élt. 1828-ban 52 háza és 366 lakosa volt. Lakói főként mezőgazdasággal foglalkoztak. A Berényiek után 1877-től a Stummer család a birtokosa.
A 18. század végén Vályi András szerint "BODOK. Nagy Bodok. Tót falu Nyitra Vármegyében, földes Ura Gróf Berényi Uraság, lakosai katolikusok, fekszik Nagy Tapoltsányhoz egy mértföldnyire N. Rippénytöl, a’ hol Pósta van fél órányira; Csermendtöl egy órányira, ’s ennek filiája. Hajdani erőssége nevezetes vala, melly sántzokkal, és kőfallal van körűl véve, négy szegletre épűlt, és szép jeles kinézést szolgáltat. A’ Várban lévő kápolnán kivűl, még más templom is vagyon a’ falu végén. Száraz völgynek neveztetik az a’ két halom között lévő völgy, mellyben Bodok fekszik."
A 19. század közepén Fényes Elek szerint "Bodok, tót falu, Nyitra vármegyében, Bajnától délre 1 1/2 órányira: 395 kath., 6 evang., 9 zsidó lak. – Van egy régi vára, melly még a török időben árokkal és sánczokkal kerittetett körül; – a járás is innen vette nevét. – A Rákóczy Ferencz seregei ellen igen vitézül oltalmazták ezen várat a császáriak: mindazáltal kénytelenittettek azt feladni, minekutána az ellenség erőszakos megrohanáshoz készült. – Határa termékeny, szőlőhegye, erdeje elég. F. u. gr. Berényi Zsigmond. Feje egy uradalomnak. Ut. p. N.-Ripény."
A trianoni békeszerződésig Nyitra vármegye Nagytapolcsányi járásához tartozott. Lakói főként a közeli nagybirtokokon dolgoztak. 1952-ig szeszfőzde működött a községben.

## Népessége
| Év:            | 1994. | 2004.   | 2014.   | 2024.   |
| -------------- | ----- | ------- | ------- | ------- |
| Emberek száma: | 1634  | 1647    | 1522    | 1452    |
| Eltérés:       |       | +0,79 % | -7,58 % | -4,59 % |

| Év:            | 2023. | 2024.   |
| -------------- | ----- | ------- |
| Emberek száma: | 1459  | 1452    |
| Eltérés:       |       | -0,47 % |

1880-ban 497 lakosából 455 szlovák és 4 magyar anyanyelvű volt. Pacola 186 lakosából 150 szlovák és 7 magyar anyanyelvű volt.
1890-ben 690 lakosából 624 szlovák és 41 magyar anyanyelvű volt. Pacola 156 lakosából 146 szlovák és 2 magyar anyanyelvű volt.
1900-ban 822 lakosából 739 szlovák és 32 magyar anyanyelvű volt. Pacola 196 lakosából 185 szlovák anyanyelvű volt.
1910-ben 788 lakosából 714 szlovák, 37 magyar, 17 német, 1 horvát és 19 egyéb anyanyelvű volt. Pacola 209 lakosából 203 szlovák és 4 magyar anyanyelvű volt.
1921-ben 975 lakosából 942 csehszlovák és 19 magyar volt. Pacola 295 lakosából 292 csehszlovák és 2 magyar volt.
1930-ban 1027 lakosából 1011 csehszlovák és 2 magyar volt. Pacola 284 lakosa mind csehszlovák volt.
1991-ben 1610 lakosából 1585 szlovák és 20 magyar volt.
2001-ben 1656 lakosából 1627 szlovák és 16 magyar volt.
2011-ben 1556 lakosából 1510 szlovák és 4 magyar volt.
2021-ben 1490 lakosából 1429 (+4) szlovák, 3 magyar, 1 cigány,  12 egyéb és 45 ismeretlen nemzetiségű volt.

## Neves személyek
- Itt született 1601-ben Karancsberényi báró Berényi György politikus, író.
- Itt született 1794-ben Karancsberényi gróf Berényi János József nádor kamarása.
- Itt hunyt el 1972-ben Dallos István író, újságíró, emlékiratíró, néprajzi szakíró, szerkesztő.

## Nevezetességei
- A falu közepén áll az eredetileg Berényi, később Stummer család 1650-ben épített kastélya.[8] Eredetileg reneszánsz stílusú volt. 1804-ben és a 19. század végén átépítették.
- Szűz Mária tiszteletére szentelt római katolikus temploma 1805-ben épült.[forrás?]
- A temetőben található az 1732-ben épített Kármelhegyi Boldogasszony kápolna és a Stummer család 20. század elején épített sírboltja.
- 1806-ban barokk előzményen épült a pacolai Keresztelő Szent János római katolikus templom.

## Külső hivatkozások
- Hivatalos oldal
- Községinfó
- Felsőbodok Szlovákia térképén
- Travelatlas.sk
- E-obce.sk